# Койот-Флетс (Техас)
Койот-Флетс (англ. Coyote Flats) — місто (англ. city) в США, в окрузі Джонсон штату Техас. Населення — 345 осіб (2020).

## Географія
Койот-Флетс розташований за координатами 32°21′20″ пн. ш. 97°17′32″ зх. д. / 32.35556° пн. ш. 97.29222° зх. д. (32.355596, -97.292277).  За даними Бюро перепису населення США в 2010 році місто мало площу 8,71 км², з яких 8,62 км² — суходіл та 0,09 км² — водойми.

## Демографія
Згідно з переписом 2010 року, у переписній місцевості мешкало 312 осіб у 118 домогосподарствах у складі 106 родин. Густота населення становила 36 осіб/км².  Було 133 помешкання (15/км²).
Расовий склад населення:
| - 97,1 % — білих - 0,6 % — чорних або афроамериканців - 1,6 % — осіб інших рас |

До двох чи більше рас належало 0,6 %. Частка іспаномовних становила 6,7 % від усіх жителів.
За віковим діапазоном населення розподілялося таким чином: 17,0 % — особи молодші 18 років, 59,0 % — особи у віці 18—64 років, 24,0 % — особи у віці 65 років та старші. Медіана віку мешканця становила 50,5 року. На 100 осіб жіночої статі у переписній місцевості припадало 98,7 чоловіків;  на 100 жінок у віці від 18 років та старших — 91,9 чоловіків також старших 18 років.
Середній дохід на одне домашнє господарство  становив 58 746 доларів США (медіана — 49 583), а середній дохід на одну сім'ю — 62 778 доларів (медіана — 50 735). За межею бідності перебувало 5,2 % осіб, у тому числі 6,5 % дітей у віці до 18 років та 7,5 % осіб у віці 65 років та старших.
Цивільне працевлаштоване населення становило 132 особи. Основні галузі зайнятості: виробництво — 22,0 %, роздрібна торгівля — 15,9 %, освіта, охорона здоров'я та соціальна допомога — 15,2 %.